# María Inés Varela de Motta
María Inés Varela Batalla (Montevideo, Uruguay, 30 de marzo de 1926 - Montevideo, Uruguay, 7 de junio de 2010), más conocida como María Inés Varela de Motta, fue una magistrada uruguaya, quien se desempeñó como ministra del Tribunal de lo Contencioso Administrativo entre 1992 y 1996.

## Primeros años
Nació en Montevideo el 30 de marzo de 1926,hija de Juan Mara Varela y de Luciana Manuela Batalla.
Cursó estudios en la Facultad de Derecho de la Universidad de la República, donde se graduó como abogada en 1953.
A partir de 1954 se desempeñó como actuaria en el Juzgado Letrado de Floriday posteriormente en Montevideo.

## Jueza de Paz en el interior
En marzo de 1965 inició su carrera judicial al ser designada Jueza de Paz de la cuarta sección judicial de Canelones, con sede en la ciudad de Las Piedras.

## Jueza Letrada en el interior
En noviembre de 1972 fue ascendida a Jueza Letrada de Flores.
En febrero de 1974 fue trasladada al Juzgado Letrado de Canelones.

## Jueza Letrada en la capital
En diciembre de 1974 fue nuevamente ascendida a cumplir funciones en Montevideo como Jueza Letrada de Menores de Segundo Turno,hasta que en octubre de 1976 fue trasladada al Juzgado Letrado en lo Civil de Tercer Turno.
En junio de 1979 volvió a ser Jueza Letrada de Menores, esta vez de Primer Turno,pero en abril de 1980 fue trasladada al Juzgado Letrado en lo Civil de 12° turno.
Finalmente, en diciembre de 1983, en oportunidad de crearse los nuevos Juzgados Letrados de Familia, fue designada titular del de Segundo Turno.

## Tribunal de Apelaciones
En setiembre de 1985 recibió un nuevo ascenso al ser nombrada integrante del Tribunal de Apelaciones en lo Civil de Segundo Turno,el que integró durante siete años.

## Tribunal de lo Contencioso Administrativo
El 15 de diciembre de 1992 la Asamblea General la eligió, por 88 votos favorables, como ministra del Tribunal de lo Contencioso Administrativo, para cubrir la vacante generada por el retiro de Mireya Martínez de Atanasiú. Prestó juramento el mismo día.
Integró el TCA durante poco más de tres años, cesando en su cargo en marzo de 1996 al cumplir los 70 años, edad establecida como límite para integrar el Tribunal de lo Contencioso Administrativo según el artículo 308 de la Constitución, que se remite en cuanto a las condiciones para ocupar dicho cargo a las previstas para los miembros de la Suprema Corte de Justicia.
La vacante generada por su retiro fue cubierta en junio de 1996 con la designación de Víctor Bermúdez.

## Otras actividades
Además de su carrera judicial, fue una destacada especialista en Derecho de familia, escribiendo numerosas obras sobre temas de su especialidad.

## Vida personal. Fallecimiento
Contrajo matrimonio en 1956 con Héctor Motta, de quien posteriormente enviudó.
María Inés Varela falleció en Montevideo el 7 de junio de 2010, a los 84 años de edad.